# Wahid Haszemian
Wahid Haszemian Korbekandi (pers. وحيد هاشميان, ur. 21 lipca 1976 w Teheranie) – irański piłkarz występujący na pozycji napastnika, a także trener. Uczestnik Mistrzostw Świata 2006.

## Kariera
W reprezentacji Iranu zadebiutował 1 grudnia 1998 w meczu z Kazachstanem. Został dożywotnio zdyskwalifikowany z gry w kadrze narodowej po tym, jak założył zielone opaski na meczu z Koreą Płd. w Seulu, wyrażając swoje niezadowolenie z oszustw podczas wyborów prezydenckich w Iranie. Wraz z nim zostali zdyskwalifikowani także inni piłkarze reprezentacji Iranu – Hosejn Kabi oraz Ali Karimi. Łącznie w kadrze Iranu rozegrał 50 spotkań i zdobył 15 bramek.